# Ham-sur-Heure-Nalinnes
Ham-sur-Heure-Nalinneslà một đô thị ở tỉnh Hainaut. Tại thời điểm ngày 1 tháng 1 năm, 2006 Ham-sur-Heure-Nalinnes có dân số 13.364 người. The land area is 45,68 km², với mật độ dân số là 293 người trên mỗi km².
Đô thị Ham-sur-Heure-Nalinnes đã được lập trên cơ sở hợp nhất các đô thị nhỏ hơn vào năm 1977: Cour-sur-Heure (tiếng Wallon: Cour), Ham-sur-Heure (Han-Nålene), Jamioulx (Djanmioû), Marbaix-la-Tour (Marbwê) and Nalinnes (Nålene).